# Lübberstedt
Lübberstedt es un municipio situado en el distrito de Osterholz, en el estado federado de Baja Sajonia (Alemania). Su población a finales de 2016 era de unos 738 habitantes.
Se encuentra ubicado a poca distancia al noreste de la ciudad de Bremen.